# 海蘭鎮區 (北達科他州迪瓦德縣)
海蘭鎮區（英語：Hayland Township）是位於美國北達科他州迪瓦德縣的一個鎮區。

## 地方資料
海蘭鎮區的面積為93.11平方千米，當中陸地面積為90.84平方千米，而水域面積為2.27平方千米。根據2020年美國人口普查的數據，當地共有人口27人，而人口密度為每平方千米0.29人。